# Defected Records
 (avril 2018).
Si vous disposez d'ouvrages ou d'articles de référence ou si vous connaissez des sites web de qualité traitant du thème abordé ici, merci de compléter l'article en donnant les références utiles à sa vérifiabilité et en les liant à la section « Notes et références ».
Defected Records est un label britannique indépendant spécialisé dans la musique house, les événements, la réservation et la gestion d'artistes. Defected Records a sorti plus de 300 singles d'artistes tels que Bob Sinclar, Kings of Tomorrow, MURK, Inner City, Dennis Ferrer, Lenny Fontana, Marc Kinchen (MK), Copyright et Yousef.

## Histoire
Defected Records est fondé en 1999 par Simon Dunmore lorsqu'il fait la promotion de AM:PM et Cooltempo. Initialement financé par la boîte de nuit londonienne et label Ministry of Sound, la première sortie de Defected est I Cannot Get Enough de Soulsearcher. En 1999, Powerhouse (Lenny Fontana) et Duane Harden sortent What You Need qui entre dans le top 15 du Top of The Pops devient un hit radio dans de nombreux pays. En 2001, Roger Sanchez sort Another Chance qui atteint la première place du classement des singles britanniques en 2001.
Finally de Kings of Tomorrow a été élu 31ème meilleure chanson de 2000-2010 par Resident Advisor, un leader de la musique dance électronique. Le titre Love Generation de Bob Sinclar en 2005 a atteint la 12e place du classement des singles britanniques et a connu un succès dans plusieurs autres pays. Le duo irlandais Fish Go Deep a également eu du succès avec son tube Cure and the Cause qui a fait partie du top 100 de Beatport pendant près d'un an.
Plus récemment, Defected Records a connu du succès avec des tubes underground comme Hey Hey de Dennis Ferrer. En outre, ils ont publié un certain nombre de hits underground d'artistes d'enregistrements séminaux et DJs et producteurs, dont Inner City 'Future', Intruder feat. Jai 'Amame', Flashmob 'Need In Me', Pirupa 'Parti Non Stop' Candi Staton 'Hallelujah Anyway', Noir & Haze 'Around', FCL 'It's You', Kings of Tomorrow feat. April 'Fall For You', Rachel Row 'Follow The Step' et Storm Queen 'Look Right Through'. 
La série Defected In The House, lancée en 2003 avec Jay-J et Miguel Migs, présente des artistes tels que Loco Dice, Gilles Peterson, The Shapeshifters, Louie Vega et Tensnake, ainsi que des compilations annuelles dédiées à Ibiza et Miami.
Dès le début de la pandémie du covid-19, Defected Records a lancé des soirées virtuelles pour ne pas couper les gens du monde du clubbing. En 2022, Defected Records s'installe dans de nouveaux studios au concept hybride entre studio d'enregistrement, dancefloor et studio de broadcasting.

## DFTD
En 2013, Defected Records a lancé son label DFTD pour proposer une composition musicale plus diversifiée que le label principal de Defected et qui propose une large gamme de musique électronique. La première sortie fut Hope EP de Guti.